# Euasteron lorne
Euasteron lorne là một loài nhện trong họ Zodariidae.
Loài này thuộc chi Euasteron. Euasteron lorne được Barbara C. Baehr miêu tả năm 2003.